# مارفين وبستر
مارفين وبستر (بالإنجليزية: Marvin Webster)‏ مواليد 13 أبريل 1952 في بالتيمور - الوفاة 04 أبريل 2009، كان لاعب كرة سلة أمريكي. بدأ مسيرته الاحترافية في سنة 1975. تم اختياره من قبل فريق أتلانتا هوكس خلال الدرافت. بلغ طوله 7 قدم 1 بوصة (2.2 م). اعتزل اللعب في 1987.

## المسيرة الاحترافية
لعب مع دنفر ناغتس في سنة 1977، ثم لعب مع سياتل سوبرسونيكس في موسم 1977–1978، ثم لعب مع نيويورك نيكس من سنة 1978 إلى 1984، ثم لعب مع ميلووكي باكز في سنة 1987.

## روابط خارجية
- مارفين وبستر على موقع إن بي أي (الإنجليزية)
- مارفين وبستر على موقع سبورتس رفرنس (الإنجليزية)
- مارفين وبستر على موقع كلية كرة السلة في سبورتس رفرنس.كوم (الإنجليزية)
- مارفين وبستر على موقع ريلجم (الإنجليزية)
- مارفين وبستر على موقع بروبوليرز (الإنجليزية)